# Hocabá-Homún

División de las jurisdicciones o cacicazgos mayas en el siglo XVI según Ralph L. Roys.

Hocabá-Homún (Hocabail-Humuny), en ocasiones identificada únicamente con el toponímico Hocabá o Hokabá (del maya: Ho'kabá ‘Toponímico. Hó: el número cinco; Kab: tierra; á: agua  ’) es el nombre de una de las jurisdicciones mayas existentes a la llegada de los conquistadores españoles en el siglo XVI.
Tras la disolución de la Liga de Mayapán (1441-1461), en la península de Yucatán, se crearon grandes rivalidades entre los mayas, y se formaron 16 cacicazgos independientes llamados Kuchkabal. En cada Kuchkabal había un Halach Uinik (del maya: Halach Uinik ‘Hombre de hecho; Hombre de mando’), quien era el jefe con la máxima autoridad militar, judicial y política y que vivía en una ciudad principal considerada la capital del cacicato.

## Datos históricos y territoriales
Esta jurisdicción colindaba al norte y al oeste con las provincias de Ceh Pech y Chakán respectivamente; al este con Ah Kin Chel; al sureste con la de Sotuta y al sur con la de Tutul Xiú. Su nombre proviene de las dos ciudades principales que se desarrollaron en la jurisdicción: Hocabá y Homún.
Ralph L. Roys. en su libro (traducido al español con el nombre de La geografía política del Yucatán maya) indica que este cacicazgo estuvo gobernado por un halach uinik de linaje Iuit que podría haber sido de origen náhuatl, ya que en Yucatán poco se conoce de tal linaje.
Menciona también Roys que el patronímico general de la región fue Iuit. Otros grupos de linaje reconocidos del cacicazgo llevaron el nombre de Chan, Pech, May, Chim y Cocom.
Uno de los encomenderos que estuvieron poco después de la conquista, hacia 1580, llamado Melchor Pacheco, escribió que Hokabá había tenido un halch uinik llamado Nadzal Iuit, que la provincia estaba constantemente en guerra con otros señoríos y que una vez que se tomaban prisioneros, se vendían como esclavos. También dice que los pobladores de la región debían pagar tributo al cacique aunque normalmente eran pequeñas cantidades de maíz y frijol y algunas veces, animales.
Dentro de esta jurisdicción se encontraron las poblaciones hoy cabeceras de los siguientes municipios: Seyé, Tahmek, Hoctún, Xocchel, Huhí, Homún, Cuzamá y desde luego de Hocabá.